# Higham (Kent)
Higham is een civil parish in het bestuurlijke gebied Gravesham, in het Engelse graafschap Kent. De plaats telt 3962 inwoners (2011).

## Gad's Hill
Gad's Hill Place was ooit het huis van Charles Dickens, die het in 1856 kocht voor £ 1.790 en daar stierf in 1870. 

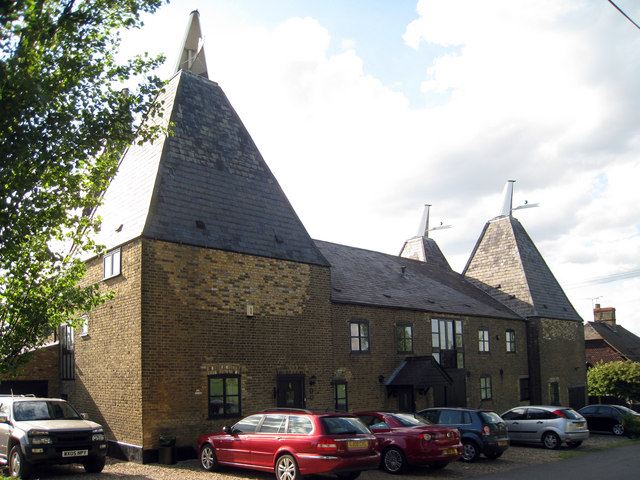
Whitehouse Farm Oast
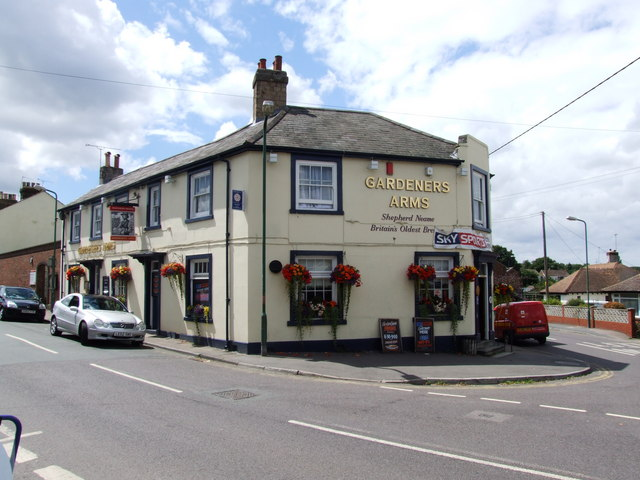
Gardeners Arms
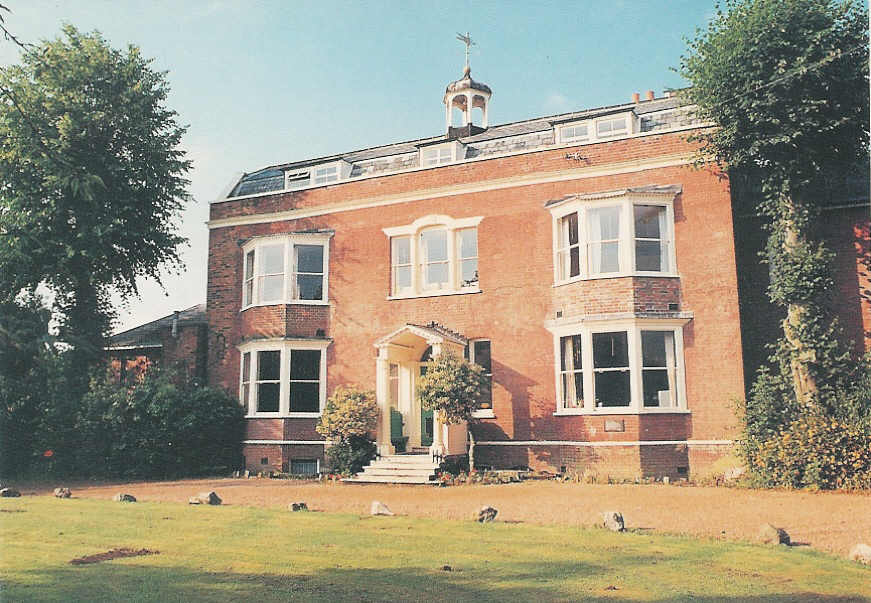
Gad's Hill Place